# Águila Doble
El Águila doble es una moneda de oro que fue emitida en los Estados Unidos entre 1849 y 1933, con una denominación de veinte dólares. Su aleación era de un 90% de oro con un 10% de cobre, dando una pureza de 21.6 kilates; su contenido de oro puro era de 0.9675 onzas troy (equivalente a 30.0892 gramos de oro puro), siendo que el peso total de la moneda era de 33.4325 gramos.

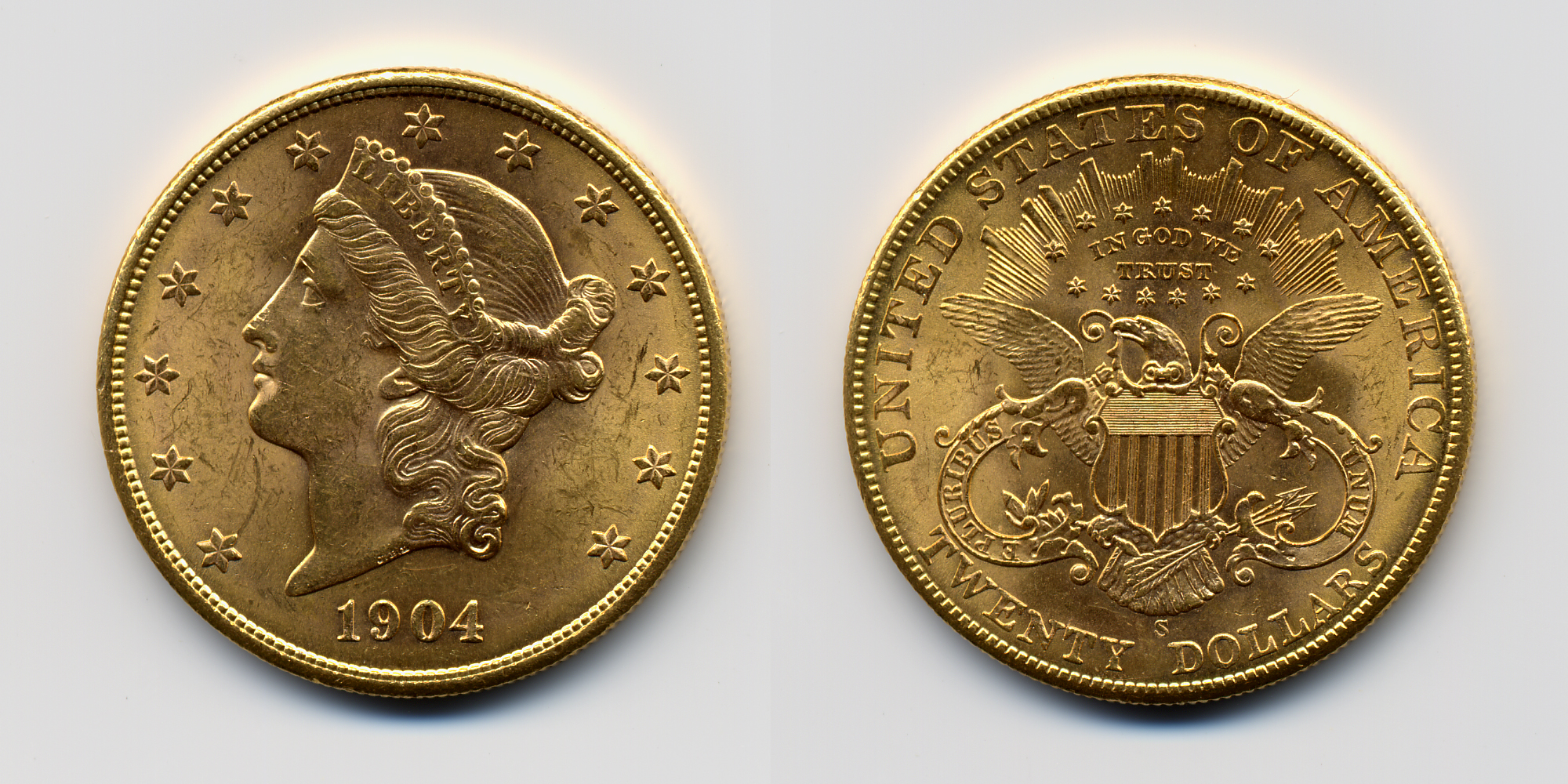
El Águila Doble de 1904, modelo inicial

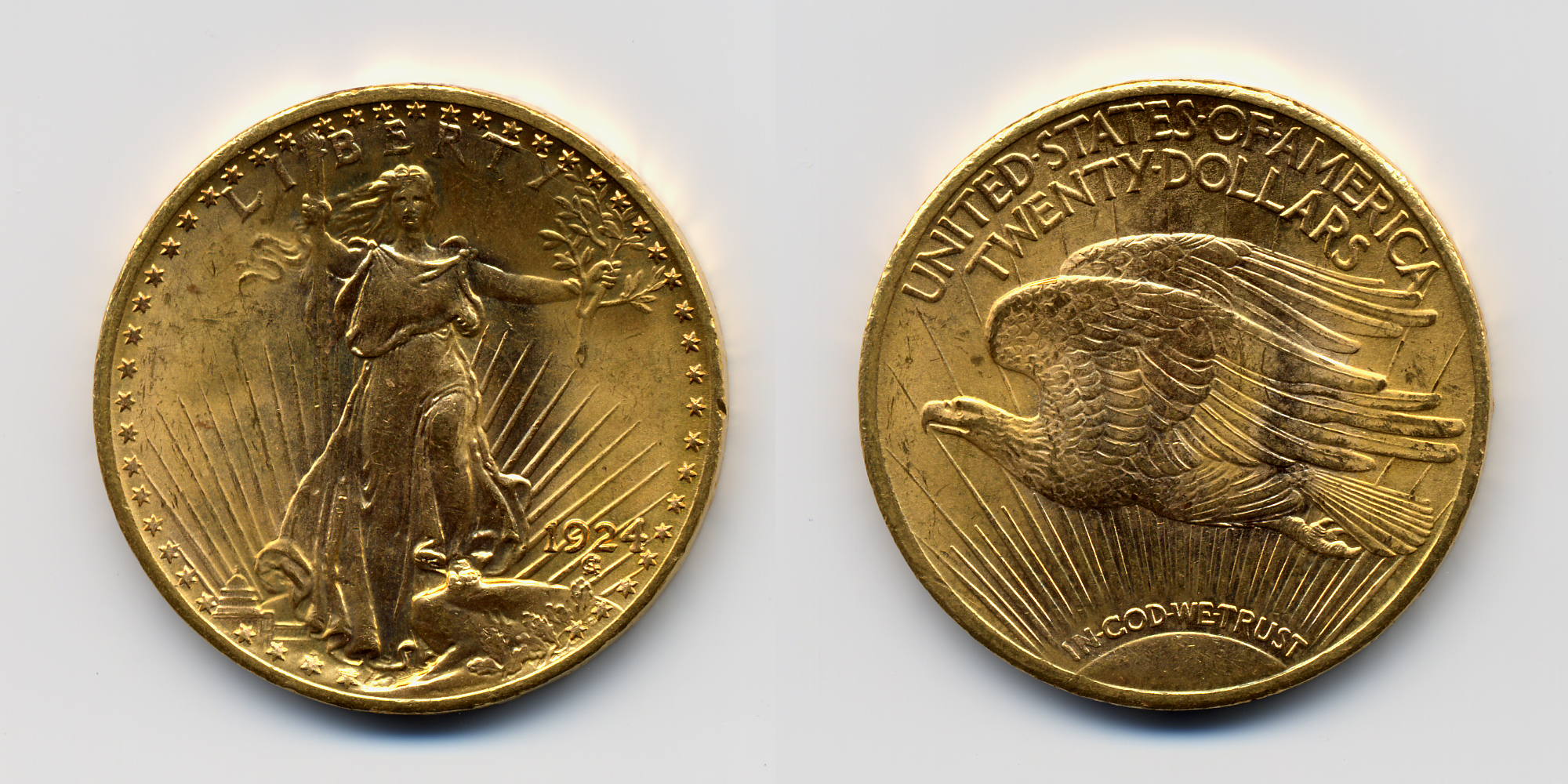
El Águila Doble de 1924, modelo Saint Gaudens

La denominación de "águila" para esta clase de moneda no era en realidad un sobrenombre, sino su designación oficial conforme a una ley estadounidense de 1792 estableciendo la acuñación de monedas por cuenta del gobierno federal de Estados Unidos. En tal sentido, una ley de 1849 permitió en el territorio de Estados Unidos la acuñación de monedas de oro con denominaciones faciales en dólares, fijando la subdivisión original de estas monedas en águilas (diez dólares), medias águilas (cinco dólares), y cuartos de águila 2.50 dólares). 
La primera Águila Doble fue un único ejemplar acuñado en 1849 coincidiendo con la Fiebre del oro de California iniciada ese mismo año, que luego fue entregado a la Smithsonian Institution en Washington D. C.. La producción masiva de estas monedas empezó de  en 1850 bajo supervisión directa del gobierno federal, pero el diseño clásico del Águila Doble cambió en 1907 cuando el grabador y escultor Augustus Saint-Gaudens modificó las figuras simbólicas de esta moneda por un pedido expreso del presidente estadounidense Theodore Roosevelt. 
El diseño original mostraba en el anverso una cabeza femenina simbolizando la libertad, rodeada de 13 estrellas, y en el reverso un Escudo de Estados Unidos estilizado; la nueva versión de Saint Gaudens mostraba en el anverso una figura femenina de cuerpo entero simbolizando la libertad mientras portaba una antorcha y una rama de olivo, en el reverso aparecía un águila en pleno vuelo sobre un sol naciente.

## Emisión Regular
Las Águilas Dobles de 20 dólares, se acuñaron en dos tipos principales y  seis variedades: 
- Liberty Head (Corona) 1849–1907
  - Liberty Head, sin lema escrito que dice "Twenty D." 1849–1866
  - Liberty Head, con lema escrito que dice "Twenty D." 1866–1876
  - Liberty Head, con lema escrito que dice "Twenty Dollars" 1877–1907

- Saint Gaudens 1907–1933
  - Saint Gaudens, Alto Relieve, números romanos, sin lema 1907
  - Saint Gaudens, Bajo relieve, números arábigos, sin lema 1907-1908
  - Saint Gaudens, Bajo relieve, números arábigos, con el lema de 1908-1933

El nombre de "Águila" se aplicaba en verdad de manera oficial a las monedas estadounidenses de oro acuñadas desde 1795, siendo que el diseño de mayor valor facial era uno de 10 dólares, en tanto la moneda de 20 dólares tenía el doble de peso y valor facial que la de 10 dólares, se le colocó la denominación oficial de Águila Doble. 
De hecho otros modelos de monedas de oro emitidas por los EE. UU. fueron los de 2.50 dólares (cuarto de águila), de cinco dólares (half eagle) y de diez dólares (el "Águila" propiamente dicha), recibiendo precisamente su nombre de debido al ave que aparecía en el reverso de todas ellas como parte del escudo nacional de Estados Unidos. No obstante, la pieza de 20 dólares fue la que más popularidad y fama alcanzó debido a ser la de más alto valor y porque su peso total alcanzaba poco más de una onza troy.
El Águila Doble continuó siendo producido hasta que en el año 1933, como parte del conjunto de reformas monetarias del New Deal, el presidente Franklin D. Roosevelt emitió la Orden 6102 el 5 de abril de 1933, prohibiendo la posesión de oro por particulares más allá de una cantidad máxima fijada por ley. Como consecuencia, todas las monedas de oro acuñadas por EE. UU. ese año fueron retenidas por el gobierno federal para su fundición, sin que se permitiera su emisión al público.